# Taormina

Ubicació de Taormina dins la província

Taormina (sicilià: Taurmina) és una ciutat de la costa oriental de Sicília, a la ciutat metropolitana de Messina, entre Messina i Catània. El 2007 tenia 10.991 habitants. Limita amb els municipis de Gaggi, Giardini-Naxos, Letojanni, Castelmola, Calatabiano (Ct) i Castiglione (CT).

## Història
Fou fundada el 736 aC amb el nom de Naxos.
Després de la destrucció de Naxos per Dionis de Siracusa el 403 aC, el seu territori fou donat als sículs, que van construir una mica al nord de l'antiga ciutat un campament que es va dir Tauros (396 aC) o Mont Tauro, més tard convertit en fortalesa amb el nom de Tauromenion (llatí: Tauromenium) vers 396 aC. Dionisi va intentar, llavors, ocupar-la, però en fou rebutjat almenys dues vegades. El 392 aCes va fer la pau que va donar la ciutat a Dionisi, que en va expulsar els siculs i hi va establir els seus propis mercenaris.
El 358 aC, Andròmac, pare de l'historiador Timeu, va comprar la ciutat junt amb els antics habitants de Naxos que quedaven i, sota la seva direcció, tots junts es van establir a la ciutat, que aviat es va engrandir. El 345 aC hi va desembarcar Timoleó, després d'haver eludit la vigilància dels cartaginesos, i d'allí va passar a Rhegium. Encara la governava Andromacos, amb un sistema just i democràtic que fou respectat per Timoleó.
Més tard, va passar a mans d'Agatocles, que va enviar l'historiador Timeu a l'exili; després d'Agatocles, va quedar en mans d'un tirà de nom Tyndarion, contemporani d'Hicetes de Siracusa i de Fínties d'Agrigent. Tyndarion fou un dels que va cridar el rei Pirros de l'Epir a Sicília el 278 aC. Pirros va desembarcar a Tauromenion i junt amb Tyndarion van marxar contra Siracusa.
Només uns anys més tard, Hieró de Siracusa dominava la ciutat i la feia servir de base contra els mamertins. Hieró va conservar la ciutat després del tractat amb Roma del 263 aC. i va seguir en poder de Siracusa després de la mort de Hieró.
A la Segona Guerra Púnica, es creu que hi va predominar el partit romà. Va passar a Roma junt amb la resta de l'illa, però va rebre una tracte de favor de Marcel i va ser ciutat federada i aliada (una de les tres de l'illa), conservant així una independència nominal, tot i que no tenia cap obligació cap a Roma, com ara la de proveir de vaixells la flota romana, com era el cas d'altres ciutats.
Durant la guerra social, el 134 aC-132 aC, va ser ocupada pels esclaus revoltats, que durant uns anys van desafiar el cònsol Rupilius, fins que fou reduïda per la gana i el cap local Sarapion i altres destacats caps hi foren executats.
El 36 aC, fou ocupada per Sext Pompeu Pius en la guerra contra Octavi August i va ser teatre d'un combat naval entre la flota de Pompeu i la d'Octavi, que Pompeu va guanyar.
Després de la guerra, Octavi hi va establir una colònia romana i els antics habitants en foren expulsats.
Va subsistir durant l'imperi i produïa un vi de bona qualitat i un marbre molt valorat.
Els romans d'Orient la posseïen encara el 906, quan fou ocupada pels àrabs després de dos anys d'un setge  que la va deixar totalment destruïda. Després d'això, fou reconstruïda, però ja sempre com una petita vila.
La ciutat actual, Taormina, conserva un castell àrab que ocupa el lloc de l'antiga ciutadella o Arx. També resta el teatre romà (probablement, construït sobre un teatre grec més antic).
Com a curiositat, forma part d'un dels escenaris de la trilogia La guerra de les bruixes, de Maite Carranza.

## Administració
| Període | Identitat         | Partit        |
| ------- | ----------------- | ------------- |
| 2008-   | Mauro Passalacqua | Llista cívica |

## Galeria d'imatges

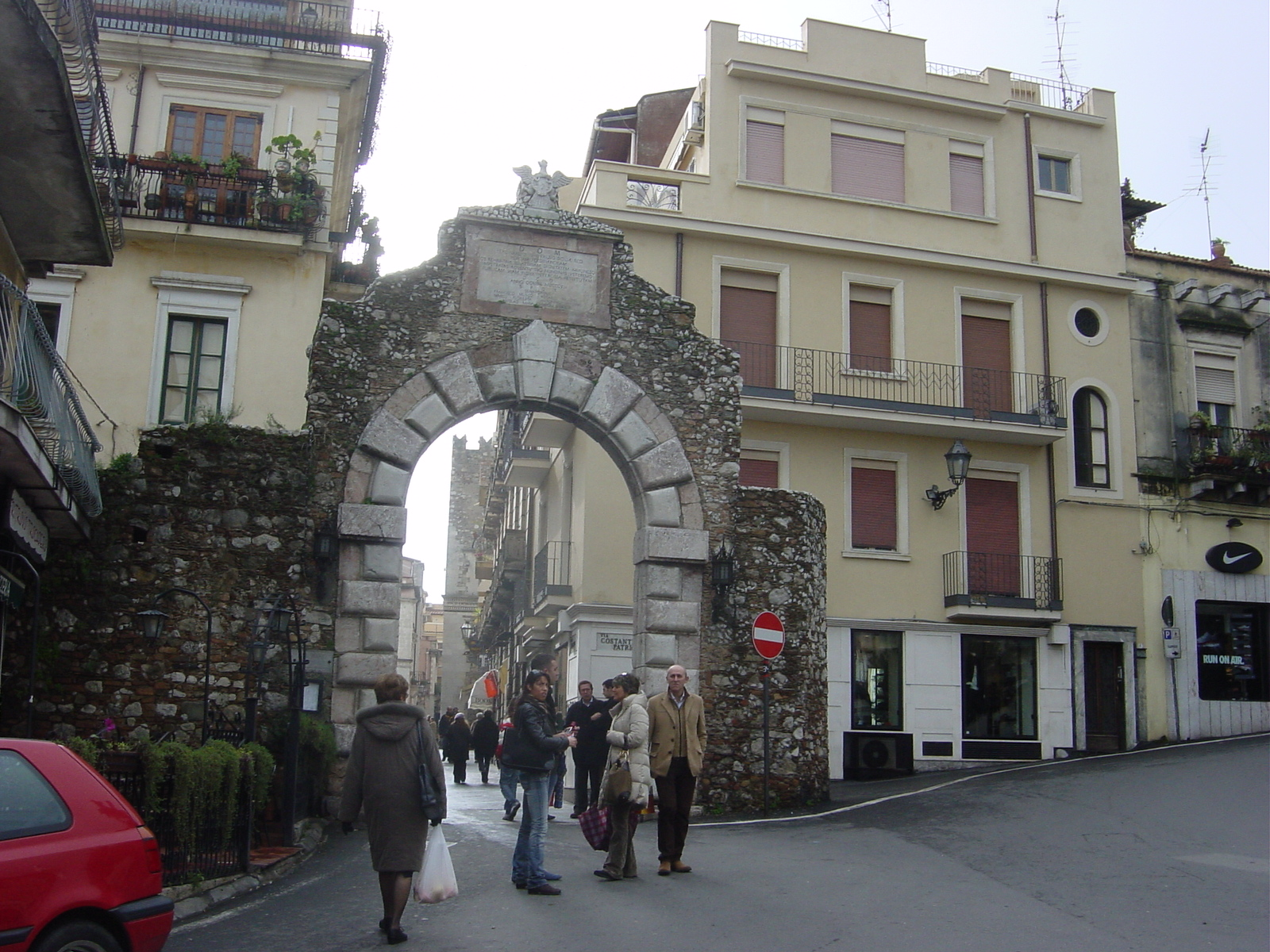
Porta Messina
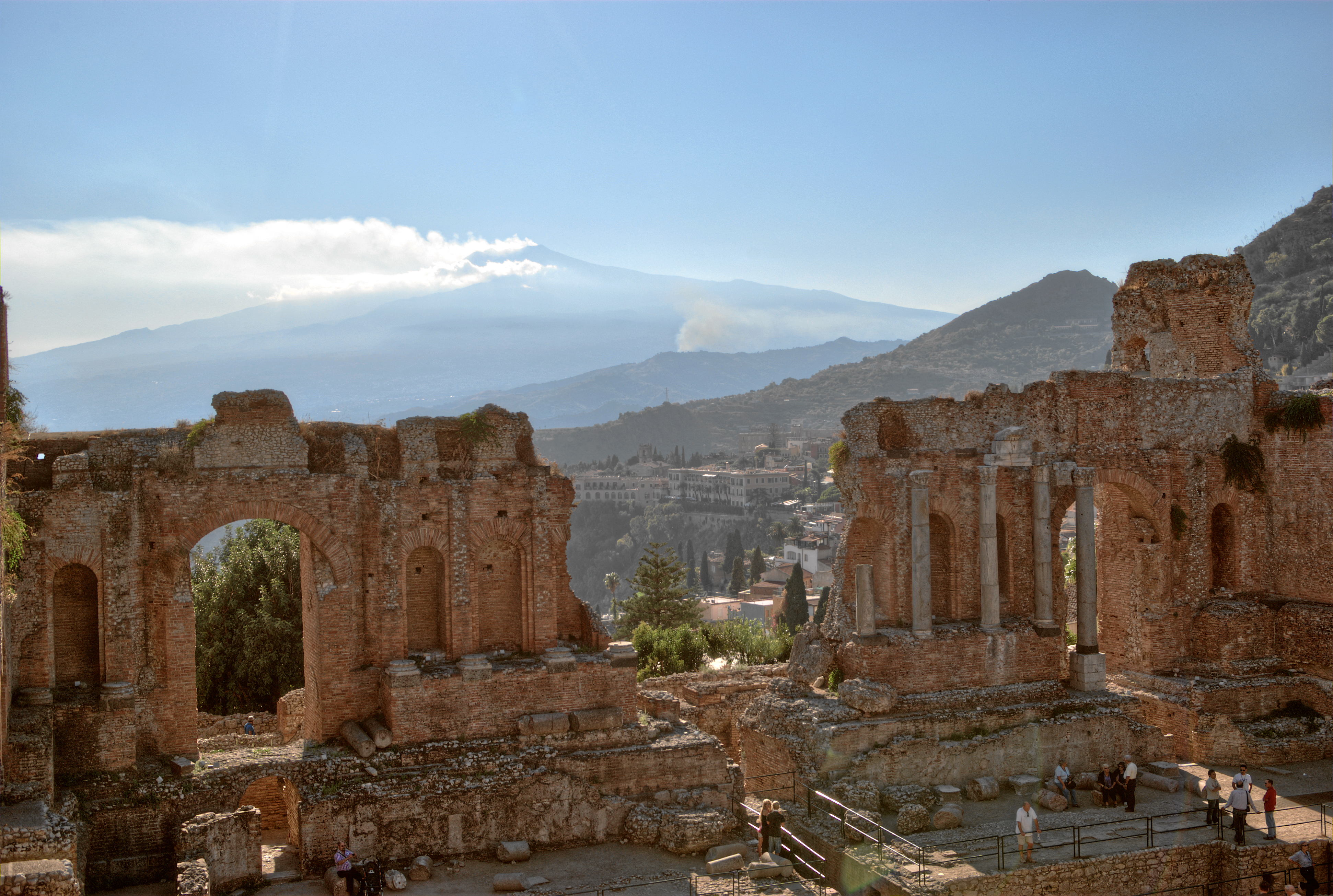
Teatre grec
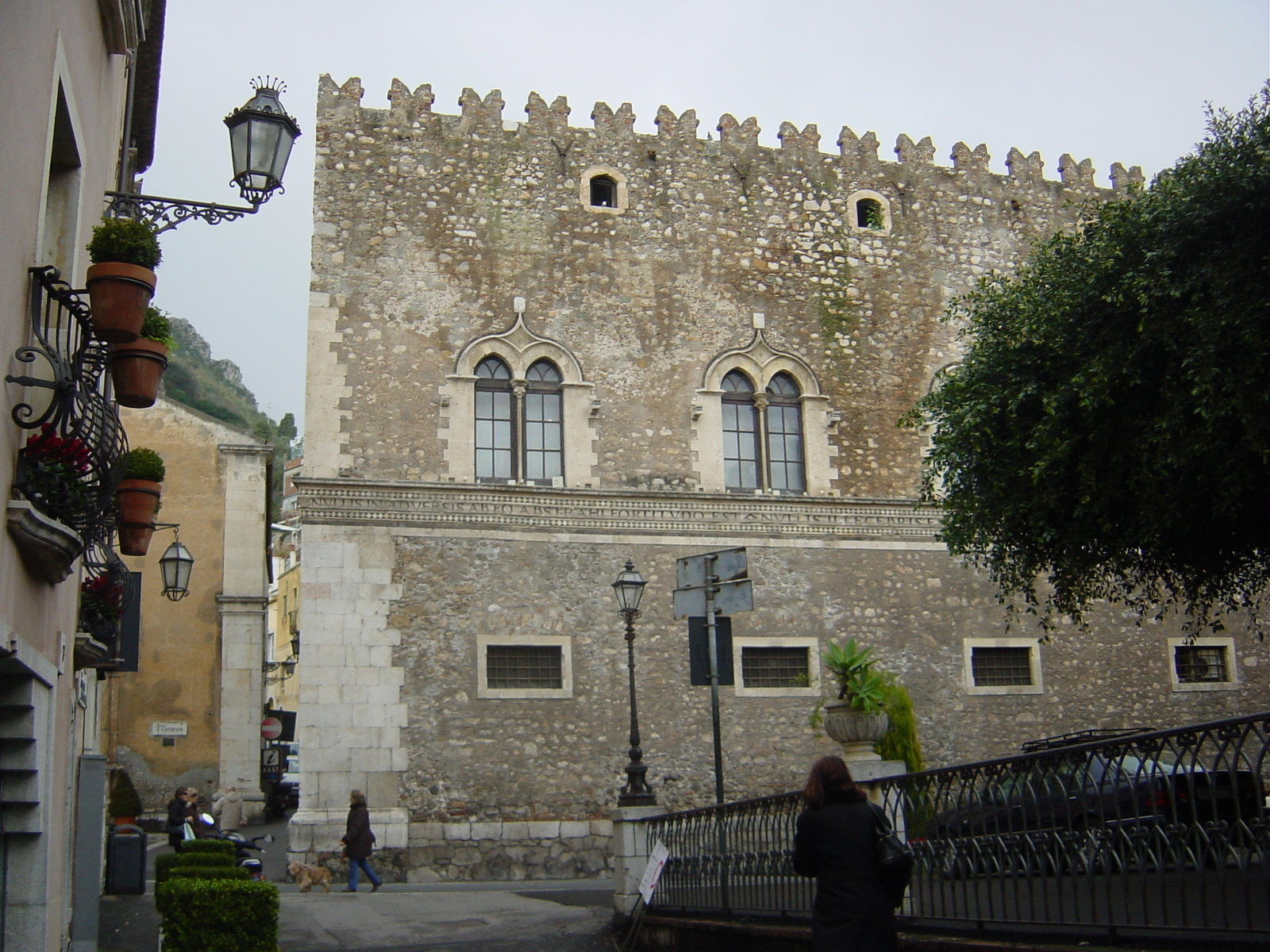
Palazzo Corvaja
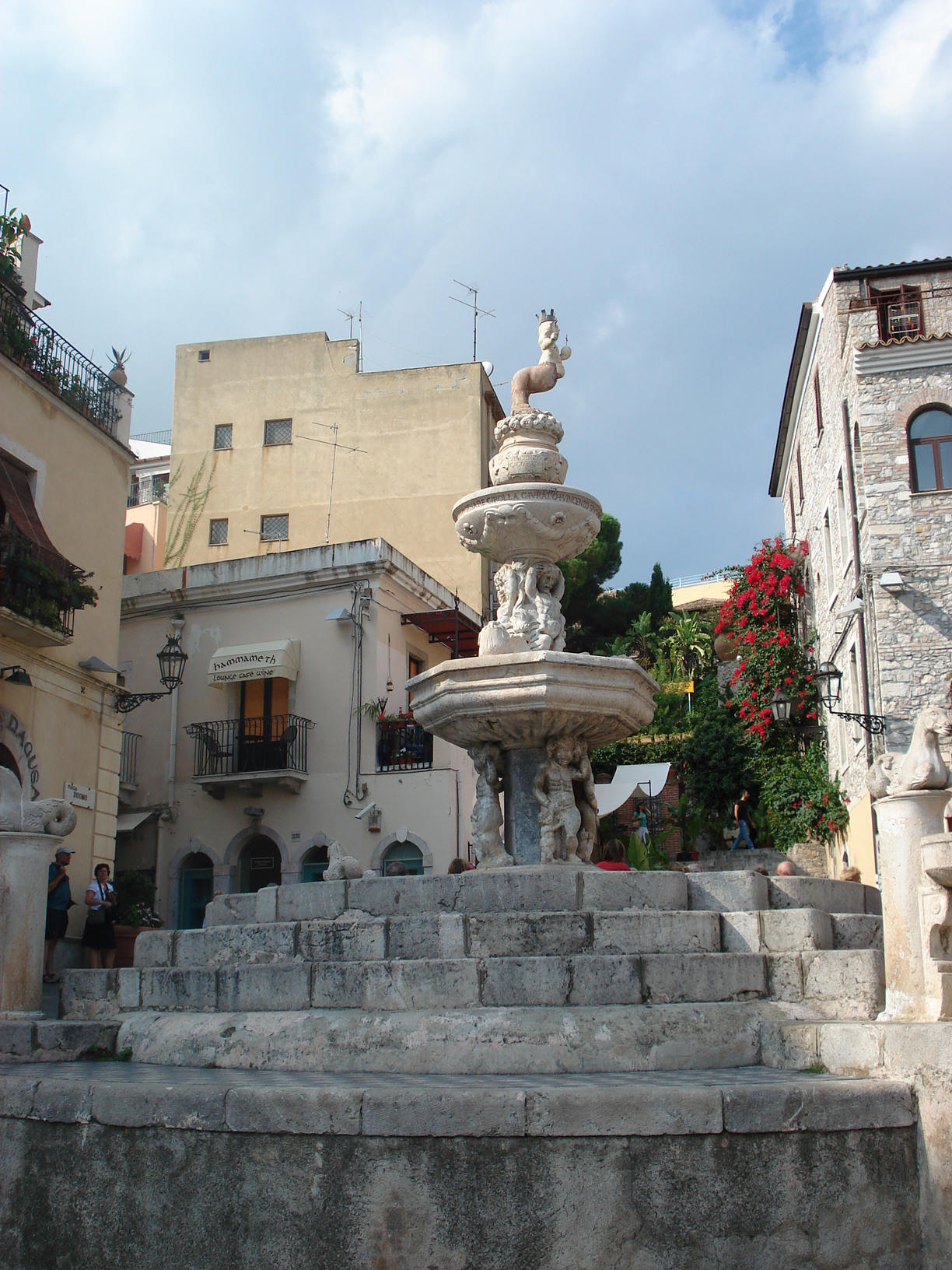
Fontana del Duomo